# Bitwa pod Halidon Hill
Bitwa pod Halidon Hill – starcie zbrojne, które miało miejsce 19 lipca 1333 między siłami wojsk szkockich dowodzonych przez sir Archibalda Douglasa a armią angielską Edwarda III. Była jedną z bitew stoczonych podczas wojen o niepodległość Szkocji. Zakończyła się całkowitym zwycięstwem Anglików.

## Geneza
Po pokonaniu wojsk szkockich lojalnych wobec króla Dawida II w bitwie pod Dupplin Moor 11 sierpnia 1332, Edward Balliol udał się do Scone, gdzie 24 września doprowadził do swej koronacji. 23 listopada uznał w Roxburghu zwierzchnictwo króla Anglii Edwarda III nad Szkocją i przyrzekł mu hołd wasalny. Szkocka koalicja pod wodzą nowego regenta, sir Archibalda Douglasa, pokonała jednak Balliola 16 grudnia pod Annan w Dumfries i wygnała go z kraju. Wiosną następnego roku Edward Balliol powrócił na czele posiłków angielskich i obległ Berwick. W maju dołączył do niego Edward III, który po usunięciu przy pomocy baronów matki i Mortimera (1330) przejął całą władzę w swoje ręce i szukał okazji do wywołania wojny ze Szkocją. Poparłszy pretensje Balliola do tronu, Edward III odrzucił pokój edynburski Mortimera i skwapliwie wyprawił się na północ gotów powetować sobie dotychczasowe niepowodzenia.

## Przygotowania obu stron
W lipcu wierni Dawidowi II Szkoci pod wodzą Archibalda Douglasa ruszyli na pomoc oblężonemu Berwick, doprowadzając do bitwy pod Halidon Hill; ich siły liczyły około 13 tysięcy ludzi, podczas gdy siły angielskie – około 9 tysięcy.

## Bitwa
Na wieść o odsieczy szkockiej wojska Edwarda III zajęły pozycję obronną uszykowane w trzy rzuty na wzgórzu dominującym nad wszystkimi podejściami do Berwick. Król angielski spieszył konnych rycerzy, osłaniając flanki każdego z ich rzutów oddziałami łuczników. Natarcie szkockie, prowadzone przez podmokłe wrzosowiska u podnóża pozycji Anglików, rozbiło się o czoło sił Edwarda i poniosło ciężkie straty od flankowego ostrzału łuczników. Zmieszawszy wroga Anglicy przeszli do kontruderzenia i całkowicie roznieśli armię szkocką
Zginął Douglas, sześciu earlów, siedemdziesięciu baronów, pięciuset rycerzy i giermków oraz nieznana liczba prostych włóczników (w sumie najprawdopodobniej straty Szkotów wyniosły od 9000 do 11 000 zabitych). Straty Anglików wyniosły ponoć zaledwie 14 zabitych, co wydaje się liczbą nieprawdopodobnie niską (prawdopodobnie straty Anglików wyniosły od 50 do 400 zabitych).